# Подоба, Иван Григорьевич
Иван Григорьевич Подоба (1842 — 23 июля 1919, Одесса) — русский специалист в сфере овцеводства; педагог.

## Биография
По окончании Кишинёвской гимназии поступил в Ришельевский лицей, с 1865 года учился на естественном отделении физико-математического факультета новооткрывшегося Императорского Новороссийского университета, который он окончил со степенью кандидата естественных наук в 1870 году. Затем, до 1872 года он изучал сельскохозяйственные науки, а в особенности овцеводство и шерстоведение, в прусской земледельческой академии Проскау (Силезия). После возвращения в Россию с 1873 года был главноуправляющим хозяйств овцеводов-землевладельцев Фалц-Фейнов. В 1876 году он временно исполнял должность директора земского сельскохозяйственного училища в Херсоне. В Одессе он читал публичные лекции по шерстоведению. Был членом Общества естествоиспытателей при Новороссийском университете
Подоба считается одним из первых, кто начал разводить в России весьма полезное масличное растение лаллеманцию (Lallemantia ibirica), а из бобовых — сою (Soya hispida), джугару и др. По поручению Императорского вольного экономического общества он произвёл микроскопическое исследование тонины мериносовой шерсти, подверг испытанию величину извитков мериносовой шерстинки, крепость и степень её растяжимости. В 1881 году результаты его исследования «Тонина мериносовой шерсти. Микроскопическое исследование И. Г. Подобы.» (Херсон: Вольное экономическое общество, 1881) были напечатаны на русском и немецком языках и автор был награждён большой золотой медалью Вольного экономического общества.
Был директором семиклассного коммерческого училища в Могилёве-Подольском, а также директором и преподавателем законоведения коммерческого училища.
Умер в Одессе 23 июля 1919 года от старческой немощи. Был похоронен на одесском Слободском кладбище; сохранность захоронения неизвестна.

## Публикации
В 1885 году Подоба, как член комиссии для исследования причин застоя в хлебной торговле, представил доклад под заглавием «Наше положение на международном рынке по торговле шерстью, хлебом и скотом» (Санкт-Петербург: тип. т-ва «Обществ. польза», 1885).
Другие его работы:
- Практическое руководство к изучению русской грамматики, или Самоучитель русского правописания / Сост. и изд. И. Г. Подоба. — Одесса, 1871. — XII, 72 с.
- Нечто о паразитах и кружении у овец с указанием предохранительных мер. — Херсон, 1871. — 63 с. — (Популярное чтение)
- Краткое обозрение главнейших качеств шерсти (из публ. лекций, чит. в Одессе в сент. 1875 г. И. Г. Подобой). — Херсон: тип. Н. О. Ващенко, 1877. — 17 с.
- Карманное руководство к определению качеств и возраста домашних животных в 228 литографированных изображениях с особым текстом / Сост. и изд. канд. естеств. наук Ив. Гр. Подоба. Ч. 1—2. — Одесса, 1884.
- Овцеводство. Современное состояние овцеводства на Юге России и нужды нашего овцеводства / Сост. Подоба. Выставка в Одессе 1884. — Одесса: Славян. тип., 1884. — 18 с.
- На чем основываются свойства благородной шерсти (Adel der Wolle), в чем состоят ее преимущества и как ее узнать? (Одесса: тип. П. Францова, 1874) (Херсон: тип. Н. О. Ващенко, 1875)
- Краткий обзор шерстоведения и терминология всех качеств мериносовой шерсти
- К культуре ляллеманции (Lallemantia iberica, Fich. et Mayer). — СПб.: тип. т-ва «Обществ. польза», [1881]. — 6 с.
- Масличный горох или соя (Soja hispida): Свойства, культура и способ употребления. — Одесса: тип. Л. Нитче, 1881. — 14 с.
- Соя и лаллеманция. Новые весьма полезные растения, их свойства и культура / Сост. канд. естеств. наук Ив. Гр. Подоба. — 2-е изд., доп. — СПб.: тип. И. П. Вощинского, 1884. — 24 с.
- Главнейшие свойства организмов, производящих заразительные болезни. — Одесса: тип. Л. Нитче, 1889. — 18 с., 2 л. ил., табл.
- Предварительные сведения по естествознанию и географии. — Могилев-Подольский: тип. Ш. С. Кац, 1906. — [2], II, 92 с.
- Новый местный суд (по закону 15 июня 1912 г.) — Одесса: тип. Акц. Юж.-рус. о-ва печ. дела, 1914.